# Tomzanonia filicina
Tomzanonia filicina är en orkidéart som först beskrevs av Donald Dungan Dod, och fick sitt nu gällande namn av Mark Anthony Nir. Tomzanonia filicina ingår i släktet Tomzanonia och familjen orkidéer. Inga underarter finns listade i Catalogue of Life.